# Кахетский хребет
Кахе́тский хребе́т (Кахети́нский хребе́т) — горный хребет в Грузии, в южной части Большого Кавказа. Служит водоразделом рек Иори и Алазани.
Начинается от горы Большой Борбало. Протяжённость хребта составляет около 120 км; геологическим (орологическим) продолжением его является Циви-Гомборский хребет, выше (севернее) которого тянется Кахетская долина. Максимальная высота хребта — 2595 м (Лагаисмта, 42°19′31″ с. ш. 45°12′10″ в. д., севернее горы Тбатанисмта). Хребет сложен преимущественно песчаниками, мергелями, сланцами. Склоны покрыты широколиственными лесами и кустарниками. На высоте 2000 м — горные луга. В нижних частях склонов — виноградники.